# Porcier
Porcier, certamente un nomignolo (fl. XII-XIII secolo), è stato un trovatore occitano, attivo nella prima metà del XIII secolo.
Dei suoi componimenti ci resta uno scambo di coblas di una tenzoneneta con Raimondo VI, conte di Tolosa, e con Folquet
Coblas del Coms de Tolosa
            Porcier, cara de guiner,

            nas de gat , color de fer,

            a pauc tang no t sotter,

            car anc en tu s' en pacet,

            car meil degra cercar e cher

            per plan e per poig e per ser,

            e demandar o anet

            lor truoia ab vostre ver.
Coblas di Porcier in risposta a Folquet:
            Seigner, fait m'avez enquer

            a Folchetz enrimader;

            car per un poc mi desfer

            lo ronzin c'om li donec

            del pe dreig e de l'esquer,

            car meil me degra profer

            son servir quant blasm'er

            mant bon cantar en deserer.